# Junge Union
Die Junge Union Deutschlands (JU) ist die Jugendvereinigung von CDU und CSU. Sitz des Vereins mit 91.129 Mitgliedern (2021) ist Berlin.

## Inhaltliches Profil

### Grundsätze
Die JU soll als Vorfeldorganisation ihrer Mutterparteien deren politische Ziele innerhalb der Jugend verbreiten sowie die Interessen der jungen Generation innerhalb der Parteistrukturen vertreten. Sie definiert sich in ihrem Grundsatzprogramm als liberale sowie konservative und fortschrittliche Organisation. Dabei beruft sie sich auf das christliche Menschenbild. Die JU bekennt sich zur Demokratie und zur sozialen Marktwirtschaft. Sie setzt sich außerdem für die europäische Einigung sowie für eine verlässliche transatlantische Partnerschaft im Rahmen der NATO ein.

### Politische Standpunkte
Die Renten- und die Pflegeversicherung sollen durch die Umstellung auf ein Kapitaldeckungsverfahren aus Sicht der JU „demographiefest“ gemacht werden. Durch Änderungen im Tarif- und Arbeitsrecht will die JU mehr Arbeits- und Ausbildungsplätze für Jugendliche schaffen. Studiengebühren werden von ihr befürwortet, ebenso ein durchsetzbares Recht auf private Kopien für die Inhaber von Originalen. Die JU setzt sich ferner für die Errichtung eines Zentrums gegen Vertreibungen in Berlin ein. Die Junge Union setzt sich auch für die Legalisierung von Sportwetten ein. Der Mindestlohn wird abgelehnt, da er Arbeitsplätze koste. Sie spricht sich gegen eine Herabsetzung des Wahlalters aus. Unterstützt werden von der Jungen Union Upload-Filter sowie die Einführung eines verpflichtenden Dienstjahres nach der Schule.

### Außenpolitik
Außenpolitisch bekennt sich die JU zur deutsch-amerikanischen Freundschaft und Partnerschaft. Sie unterstützte den Kurs der USA im Vorfeld des Irak-Kriegs 2003. Der Vorsitzende Philipp Mißfelder lobte 2013 Gerhard Schröder für seine Haltung gegen den Krieg, da er seine eigene Meinung inzwischen geändert habe. Eine Vollmitgliedschaft der Türkei in der Europäischen Union lehnt sie ab und befürwortet stattdessen das Konzept einer Privilegierten Partnerschaft. Außerdem setzt sie sich für die belarussische Opposition ein. Im Bürgerkrieg in Syrien stellt sich die Junge Union auf die Seite der Opposition, kritisiert jedoch die Gewalt gegen Christen durch Islamisten.

## Geschichte

### Gründung und erste Jahre (1945–1949)
Nach dem Zweiten Weltkrieg gründeten junge Mitglieder der dezentral entstandenen christlich-demokratischen Gruppierungen als Vertretung der Jugend die JU. Es waren anfangs vor allem ehemalige Kriegsteilnehmer, die sich in Universitätsstädten zu Arbeitskreisen zusammenfanden. Auf dem ersten Deutschlandtreffen vom 17. bis 21. Januar 1947 in Königstein im Taunus wurde der Bundesverband gegründet. Die JU strebte wie die Mutterparteien an, Christen beider Konfessionen innerhalb einer politischen Organisation zu vereinigen. Obwohl bei ihrem zweiten Deutschlandtreffen in Berlin auch Vertreter aus der sowjetischen Besatzungszone teilnahmen, stellte die JU 1948 dort ihre Arbeit aufgrund der Gängelung ihrer Mitglieder ein. Letzter gewählter Vorsitzender der JU in der SBZ war 1947 Alfred Sagner. Als Folge des einsetzenden Kalten Krieges blieb die JU eine auf Westdeutschland beschränkte Jugendorganisation. Im März 1950 gab sich die JU mit den „Würzburger Beschlüssen“ das erste gemeinsame Programm. In ihm nahm sie unter anderem Bezug auf das Christentum als Grundlage zur Erneuerung des geistigen und kulturellen Lebens und forderte die Wiedervereinigung Deutschlands in seinen historischen Grenzen. Außerdem befürwortete sie die Einführung des Persönlichkeitswahlrechts. In der Europapolitik sprach sich die JU bereits früh für einen Zusammenschluss der europäischen Staaten aus. Sie vertrat diese Forderung unter anderem seit 1948 auf mehreren Treffen der Jugendsektion der Nouvelles Equipes Internationales (NEI). Auf dem Gründungsparteitag der Bundes-CDU 1950 in Goslar erkannte diese die JU in ihrem Statut als selbständige Vertretung der Jugend innerhalb der Partei an. Im darauffolgenden Jahr gab sich die JU ihre erste eigene Satzung.

### Die Junge Union  in der Ära Adenauer und „Der Geist von Hamm“ (1949–1982)
Während der 1950er und 1960er Jahre forderte die JU immer wieder eine Reform des Parteiapparates der CDU und CSU, blieb aber während der Kanzlerschaften Konrad Adenauers und Ludwig Erhards eine größtenteils staatstragende Parteijugend. Größere Konflikte mit den Mutterparteien gab es nicht.
Dies änderte sich, nachdem infolge des bundespolitischen Machtwechsels 1969 CDU und CSU in die Opposition verwiesen wurden. Auf dem Deutschlandtag 1969 in Hamm kam es zu einer massiven innerverbandlichen Kritik am bisherigen Kurs. Ab dieser Zeit stiegen auch ihre Mitgliederzahlen kontinuierlich, da sich vor allem Jugendliche, die der 68er-Bewegung entgegenwirken wollten, der JU anschlossen.
1971 wurde beschlossen, das Höchstalter von 40 auf 35 Jahre und das Mindestalter von 16 auf 14 Jahre herabzusetzen.
Die 1970er Jahre führten zu programmatischen Veränderungen der Jungen Union. 1973 verabschiedete sie ein neues Grundsatzprogramm „Für eine humane Gesellschaft“. Während die Junge Union Anfang der 1970er noch gesellschaftspolitisch links von der CDU verortet wurde, rückte sie Mitte der 1970er programmatisch weiter nach rechts, was unter anderem an der nachlassenden 68er-Bewegung und dem damit verbundenen Auftrieb konservativer Einstellungen lag. Themenschwerpunkte zu dieser Zeit waren vor allem Zukunftschancen der jungen Generation angesichts hoher Jugendarbeitslosigkeit, sowie die „Orientierungskrise der Jugend“, die sich in der Zunahme von Jugendkriminalität, Drogenkonsum und Jugendsekten äußerte. In den 1970er Jahren verwendete die Junge Union den Slogan „Black is beautiful“ für verschiedene Kampagnen und Plakate, auf denen schwarze Frauen abgebildet waren.
Nachdem die JU sich bis in die späten 1960er Jahre dagegen ausgesprochen hatte und noch 1965 den Anspruch erhob, auch für die in der DDR unterdrückte Jugend zu sprechen, öffnete sie sich 1972 für Kontakte mit kommunistischen Jugendorganisationen wie der FDJ. 1980 schlug der damalige JU-Bundesvorsitzende Matthias Wissmann sogar die Schaffung eines deutsch-deutschen Jugendwerkes vor, welches dem Jugendaustausch dienen sollte.
In der Debatte um die Ostpolitik nahm die JU jedoch Anfang der 1970er Jahre eine schwankende Position ein. So wurde ein 1970 gefasster Beschluss, die Oder-Neiße-Grenze zu Polen anzuerkennen, zwei Jahre später weitestgehend wieder zurückgenommen. Mit der Verabschiedung eines Umweltschutzgrundsatzprogramms 1973 versuchte die JU sich auch in diesem Politikfeld zu profilieren.
Auch strukturell gab es in den 1970er Jahren Reformen. Die JU orientierte sich weg von einer bloßen Nachwuchs- und hin zu einer Jugendorganisation von CDU und CSU. Nachdem beispielsweise zuvor die Mitgliedschaft zwischen dem 16. und 40. Lebensjahr möglich war, beschloss der Deutschlandtag der JU 1971 die Altersunter- und Obergrenze auf 14 beziehungsweise 35 Jahre herabzusetzen. Einzelne Landesverbände hatten dies schon Ende der 1960er Jahre getan. Wenig später wurde am 2. Juni 1972 bundesweit die Schüler Union (SU) gegründet, um Schüler für eine spätere Mitarbeit in der JU zu interessieren. Die Mitgliederzahlen verdoppelten sich bis zum Ende der 1970er Jahre.

### Die JU in der Ära Kohl (1982–1998)
Die 1980er Jahre waren zu Anfang geprägt von der Debatte um den NATO-Doppelbeschluss. Diesen befürwortete die JU. Aber auch das Thema Ökologie war weiterhin, auch innerhalb der JU, oben auf der Tagesordnung. So stand auf dem Deutschlandtag 1983 die Vereinbarkeit von Ökologie und Ökonomie im Zentrum der Diskussion. Mit der Reaktorkatastrophe von Tschernobyl 1986 wurde innerhalb der JU eine Debatte über Reaktorsicherheit ausgelöst. Im gleichen Jahr hatte der Mauerbau seinen 25. Jahrestag. 1987 fand ein Staatsbesuch Erich Honeckers in der Bundesrepublik statt. Beide Ereignisse nutzte die JU, um die Verletzung der Menschenrechte in der DDR zu verurteilen und den Abriss der Mauer zu fordern.
Seit den 1980er- und 90er-Jahren wandte sich die Junge Union stärker dem Wirtschaftsliberalismus zu und verstärkte die Zusammenarbeit mit der Mittelstands- und Wirtschaftsunion. Das sozialpolitische Profil verblasste zunehmend. Die Linie der Parteiführung wurde zu dieser Zeit weitgehend unterstützt.
 Am Vorabend des Mauerfalls, dem 9. November 1989, gründete sich mit der Christlich-Demokratischen Jugend (CDJ) wieder eine freie christlich-demokratisch orientierte Gruppe junger Menschen in der DDR. Schon vor der Wiedervereinigung der beiden deutschen Staaten vereinigte sich die CDJ mit der JU auf dem Deutschlandtag im September 1990 in Leipzig. In den 1990er Jahren stand die Junge Union neben der Integration der CDJ somit vor neuen Herausforderungen und Chancen, die sich aus der deutschen Wiedervereinigung ergaben.
Politisch unterstützte die JU in dieser Zeit die Reformen der Kohl-Regierung zur Stärkung der Marktwirtschaft. Themen wie Deregulierung, Privatisierung und die Förderung des Mittelstands standen im Vordergrund. Gleichzeitig engagierte sich die JU in der Europapolitik und unterstützte den Weg zur europäischen Integration, der mit dem Vertrag von Maastricht 1992 einen wichtigen Meilenstein erreichte.
Die zweite Hälfte der 1990er Jahre war geprägt von einer intensiven Auseinandersetzung mit den Folgen der Globalisierung. Die Junge Union setzte sich für eine aktive und gestaltende Rolle Deutschlands in der globalisierten Welt ein und betonte die Notwendigkeit, die Wettbewerbsfähigkeit der deutschen Wirtschaft zu sichern. In dieser Zeit entstand auch ein stärkeres Bewusstsein für die Herausforderungen des demographischen Wandels, und die JU begann, entsprechende Reformvorschläge zu entwickeln.
Mit dem Ende der Ära Kohl und der verlorenen Bundestagswahl 1998 stand die Junge Union vor der Aufgabe, sich neu zu orientieren und auf die veränderten politischen Verhältnisse zu reagieren.

### In der Opposition und Ära Merkel (1998–2021)
Nach der verlorenen Bundestagswahl 1998 wurde mit Hildegard Müller als Nachfolgerin von Klaus Escher erstmals eine Frau Bundesvorsitzende. Müller setzte in ihrer Amtszeit bis 2002 verstärkt auf die Themen der innerparteilichen Reformen und die Förderung von Frauen in der Politik. Sie betonte die Notwendigkeit, die CDU für jüngere Generationen attraktiver zu machen und unterstützte Initiativen zur Modernisierung der Partei. Ihr folgte 2002 Philipp Mißfelder, der die Organisation durch seine über eine Dekade anhaltende Amtszeit in eine Phase der Kontinuität führte.
Unter der Bundeskanzlerin Angela Merkel positionierte sich die früher stärker sozialpolitisch geprägte Jugendvereinigung weiter rechts von der Parteispitze und vertrat in Wirtschaftsfragen neoliberale, in der Gesellschaftspolitik konservative Positionen. Der Position der Bundespartei wurde nur in einzelnen Belangen widersprochen, wie etwa in der Flüchtlingskrise 2015/16, bei der die JU eine Begrenzung der Aufnahme von Geflüchteten forderte. Ansonsten wird insbesondere in der Öffentlichkeit ein harmonisches Verhältnis zur CDU angestrebt.
Auf dem Deutschlandtag in Rostock im Oktober 2012 verabschiedete die Junge Union ein neues Grundsatzprogramm.
Erschüttert wurde die Junge Union im Juli 2015 durch den unerwarteten Tod ihres langjährigen Vorsitzenden Philipp Mißfelder, der sie ab seinem 23. Lebensjahr insgesamt 12 Jahre geführt und sein Amt erst im September 2014 an Paul Ziemiak weitergegeben hatte.
Paul Ziemiak leitete die Organisation bis 2018. Während seiner Amtszeit setzte die Junge Union ihren Kurs fort, sich als konservative Kraft innerhalb der CDU zu positionieren. Ziemiak selbst engagierte sich besonders in Fragen der Digitalpolitik und der Förderung von Start-ups, was ihm Anerkennung auch außerhalb der Partei einbrachte. Unter seiner Führung trat die Junge Union weiterhin für eine restriktivere Migrationspolitik ein und bekräftigte ihre Forderungen nach einer Reform des Rentensystems.
Auf Ziemiak folgte Mitte März 2019 Tilman Kuban als Vorsitzender der Jungen Union. Kuban setzte auf Kontinuität und betonte die Bedeutung der innerparteilichen Demokratie und Basisbeteiligung. Seine Amtszeit war geprägt von der Diskussion um die zukünftige Ausrichtung der CDU nach dem angekündigten Rückzug von Angela Merkel vom Parteivorsitz und später auch vom Kanzleramt. Die Junge Union unter Kuban forderte dabei eine stärkere Profilierung der CDU in konservativen Fragen und eine klare Abgrenzung zu den Grünen, insbesondere in der Klima- und Umweltpolitik.

### Nach der Ära Merkel (2021–)
Nachdem Tilman Kuban altersbedingt nicht zur Wiederwahl antreten konnte, wurde 2022 Johannes Winkel zum Bundesvorsitzenden gewählt. In seiner Antrittsrede forderte er – anders als noch die Bundesvorsitzenden vor ihm – mehr Arbeitsmigration und verteidigte Merkel gegen Kritik aus der Ampelkoalition, befürwortete jedoch eine Senkung der Sozialleistungen für Migranten und eine Bezahlkarte für Asylbewerber statt Barauszahlung. Der Vorsitzende der Jungen Union NRW, Kevin Gniosdorz, verlangte eine Abschiebung von Flüchtlingen nach Afrika.
Mit Bezug auf Israel forderte die Junge Union Ende 2023 den Umzug der deutschen Botschaft Tel Aviv nach Jerusalem, was Kritik in den Reihen der CDU hervorgerufen hat. Zusätzlich wurde im Zuge des israelischen Militäreinsatzes im Gazastreifen Anfang 2024 die sofortige Stationierung einer deutschen Luftwaffenstaffel in Israel zur Bekämpfung der Hamas und anderer Aggressoren mit Kampfluftfahrzeugen gefordert.

## Struktur

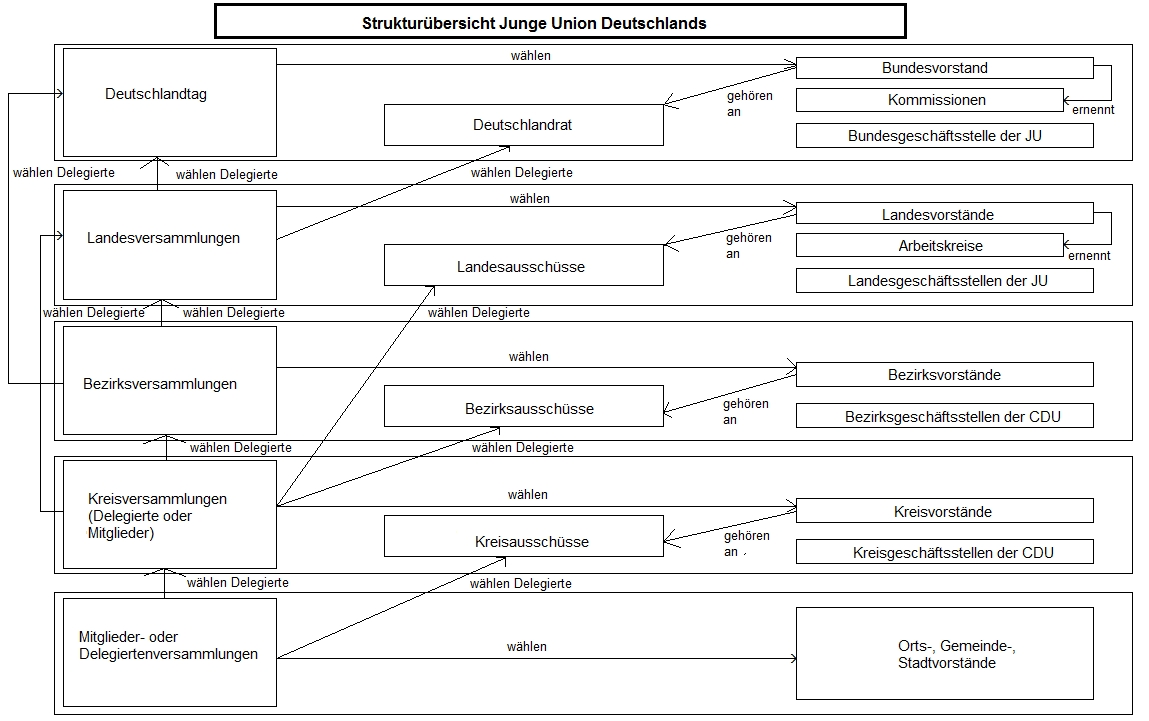
Struktur der Jungen Union Deutschlands

Die Junge Union ist eine von derzeit sieben Bundesvereinigungen der CDU. Als solche hat die Junge Union das Ziel, das Gedankengut der CDU in ihren Wirkungskreisen, der jungen Generation, zu vertreten und zu verbreiten sowie die besonderen Anliegen der jungen Generation in der Politik der CDU zu wahren. Der organisatorische Aufbau der JU soll dem der CDU entsprechen. Die JU hat eine eigene Satzung, die der Genehmigung durch den CDU-Generalsekretär bedarf. Der Hauptgeschäftsführer der JU wird im Einvernehmen mit dem CDU-Generalsekretär ernannt.
Die Junge Union Bayern ist eine von acht Arbeitsgemeinschaften der CSU. Sie hat als Nachwuchsorganisation der CSU die besondere Aufgabe, die junge Generation an das politische Leben heranzuführen und sie zur Mitarbeit in der Partei zu gewinnen. Die Junge Union Bayerns gibt sich eine Geschäftsordnung, die der Genehmigung durch den CSU-Parteivorstand bedarf.

### Vorsitzende
| Name                  | Name                  | Amtszeit                                                        | wichtige politische Ämter und Mandate |
| --------------------- | --------------------- | --------------------------------------------------------------- | --- |
|                       | Bruno Six             | 1947–1948                                                       | Mitglied des nordrhein-westfälischen Landtages (1946–1962) |
|                       | Fred Sagner           | 1948–1949                                                       | – |
| Josef Hermann Dufhues | Josef Hermann Dufhues | 1949–1950                                                       | Präsident des nordrhein-westfälischen Landtages (1966) |
|                       | Ernst Majonica        | 1950–1955                                                       | Mitglied des Vorstandes der CDU/CSU-Bundestagsfraktion (1953–1969) |
| Gerhard Stoltenberg   | Gerhard Stoltenberg   | 1955–1961                                                       | Bundesminister für wissenschaftliche Forschung (1965–1969), Ministerpräsident von Schleswig-Holstein (1971–1982), Bundesminister der Finanzen (1982–1989), Bundesminister der Verteidigung (1989–1992)   |
|                       | Bert Even             | 1961–1963                                                       | Stellvertretender Vorsitzender des Bundestags-Innenausschusses (1965–1969) |
| Egon Klepsch          | Egon Klepsch          | 1963–1969                                                       | Präsident des Europäischen Parlamentes (1992–1994) |
| Jürgen Echternach     | Jürgen Echternach     | 1969–1973                                                       | Parl. Staatssekretär beim Bundesminister für Raumordnung und Bauwesen (1987–1993) und beim Bundesminister der Finanzen (1993–1994)                                                                       |
| Matthias Wissmann     | Matthias Wissmann     | 1973–1983                                                       | Bundesminister für Verkehr (1993–1998) |
| Christoph Böhr        | Christoph Böhr        | 1983–1989                                                       | CDU-Fraktionsvorsitzender im rheinland-pfälzischen Landtag (1994–1996 und 1997–2006) |
| Hermann Gröhe         | Hermann Gröhe         | 1989–1994                                                       | Staatsminister bei der Bundeskanzlerin (2008–2009), CDU-Generalsekretär (2009–2013), Bundesminister für Gesundheit (2013–2018), Stellvertretender Vorsitzender der Unions-Bundestagsfraktion (seit 2018) |
|                       | Klaus Escher          | 1994–1998                                                       | – |
| Hildegard Müller      | Hildegard Müller      | 1998–2002                                                       | Staatsministerin bei der Bundeskanzlerin (2005–2008) |
| Philipp Mißfelder     | Philipp Mißfelder     | 2002–2014 Seit dem Deutschlandtag 2015 postum Ehrenvorsitzender | Außenpolitischer Sprecher der CDU/CSU-Bundestagsfraktion (2009–2015) |
| Paul Ziemiak          | Paul Ziemiak          | 2014–2019                                                       | Mitglied des Bundestags (seit 2017) Generalsekretär der CDU (2018–2022), Generalsekretär der CDU NRW (seit 2022)                                                                                         |
| Tilman Kuban          | Tilman Kuban          | 2019–2022                                                       | Mitglied des Bundestags (seit 2021) |
|                       | Johannes Winkel       | seit 2022                                                       | Mitglied des Bundestages (seit 2025) |

### Bundesvorstand
Der gewählte Bundesvorstand der Jungen Union Deutschlands besteht gemäß § 20 Abs. 3 der Satzung der Jungen Union aus dem Vorsitzenden, vier stellvertretenden Bundesvorsitzenden, der Schatzmeisterin sowie 16 Beisitzern.
Der aktuelle Bundesvorstand wurde auf dem Deutschlandtag 2024 in Halle an der Saale gewählt.
| Name                         | Funktion                | Landesverband               | Kommission                               |
| ---------------------------- | ----------------------- | --------------------------- | ---------------------------------------- |
| Johannes Winkel              | Bundesvorsitzender      | Nordrhein-Westfalen         |                                          |
| Nicola Gehringer             | stv. Bundesvorsitzende  | Bayern                      |                                          |
| Franziska Lammert            | stv. Bundesvorsitzende  | Oldenburg/Niedersachsen     | Innen & Justiz                           |
| Pascal Reddig                | stv. Bundesvorsitzender | Hessen                      | Soziale Sicherung & Gesundheit           |
| Ann-Cathrin Simon            | stv. Bundesvorsitzende  | Baden-Württemberg           | Finanzen und Steuern                     |
| Clara von Nathusius          | Schatzmeisterin         | Berlin                      |                                          |
| Annamarie Bauer              | Beisitzerin             | Bayern                      | Gesellschaft & Familie                   |
| Sarah Beckhoff               | Beisitzerin             | Nordrhein-Westfalen         | Wirtschaft und Arbeit                    |
| Fabian Beine                 | Beisitzer               | Hessen                      | Innen & Justiz                           |
| Stefanie Franzl              | Beisitzerin             | Sachsen und Niederschlesien | Infrastruktur, Bau und Innovation        |
| Philipp Geib                 | Beisitzer               | Mecklenburg-Vorpommern      | Land-, Forstwirtschaft & Ländlicher Raum |
| Cornelius Golembiewski       | Beisitzer               | Thüringen                   | Soziale Sicherung & Gesundheit           |
| Sarah Harden                 | Beisitzerin             | Nordrhein-Westfalen         | Klima, Umwelt & Energie                  |
| Martin Hauner                | Beisitzer               | Bayern                      | Digitalisierung und Staatsmodernisierung |
| Julian Herrmann              | Beisitzer               | Hamburg                     | Infrastruktur, Bau und Innovation        |
| André Hess                   | Beisitzer               | Nordrhein-Westfalen         | Medien und Kultur                        |
| Marc Philipp Janson          | Beisitzer               | Rheinland-Pfalz             | Bildung & Forschung                      |
| Simon Mai                    | Beisitzer               | Baden-Württemberg           | StartUps & Gründerkultur                 |
| Ludwig Schnur                | Beisitzer               | Bayern                      | Wirtschaft und Arbeit                    |
| Marcel Tillmann              | Beisitzer               | Nordrhein-Westfalen         | Energie & Klima                          |
| Moritz Übermuth              | Beisitzer               | Hannover/Niedersachsen      | Internationales                          |
| Finn Wandhoff                | Beisitzer               | Schleswig-Holstein          | Verteidigung                             |
| Charlotte Warken-Luxenburger | Beisitzer               | Saarland                    |                                          |

Ein Archiv der ehemaligen gewählten Bundesvorstände seit 1947 pflegt die Konrad-Adenauer-Stiftung.
Ferner gehören dem Bundesvorstand mit beratender Stimme der Bundesgeschäftsführer Jonas Bickschlag (NRW), der Justiziar Malte Kramer (Niedersachsen), der Chefredakteur des Mitgliedermagazins „Die Entscheidung“ Fabio Crynen (NRW), die Mitgliederbeauftragte Nicola Gehringer (Bayern), der Digitalmanager, ggf. weitere Beauftragte sowie die Vorsitzenden der Kommissionen und die Vertreter der JU in nationalen und internationalen Organisationen an. Ebenfalls kann der Bundesvorsitzende der Schüler Union Deutschlands Manuel Stroh Prieto (Baden-Württemberg) als ständiger Gast des Bundesvorstands geladen werden.
| Name                     | Landesverband     | Kommission                             |
| ------------------------ | ----------------- | -------------------------------------- |
| Elena Hilgers            | Hessen            | Digitalisierung & Staatsmodernisierung |
| Maximilian Mörseburg MdB | Baden-Württemberg | Internationales                        |
| Wiebke Winter MdBB       | Bremen            | Frauen                                 |

| Name           | Landesverband       | Funktion                                                                                 |
| -------------- | ------------------- | ---------------------------------------------------------------------------------------- |
| Michael Dust   | Nordrhein-Westfalen | Vorsitzender der IYDU                                                                    |
| Christoph Hörl | Bayern              | Mitglied im Sprecherteam des Deutschen Nationalkomitees für Internationales Jugendarbeit |
| Severin Hirmer | Bayern              | Vizepräsident der YEPP                                                                   |

### Mitglieder

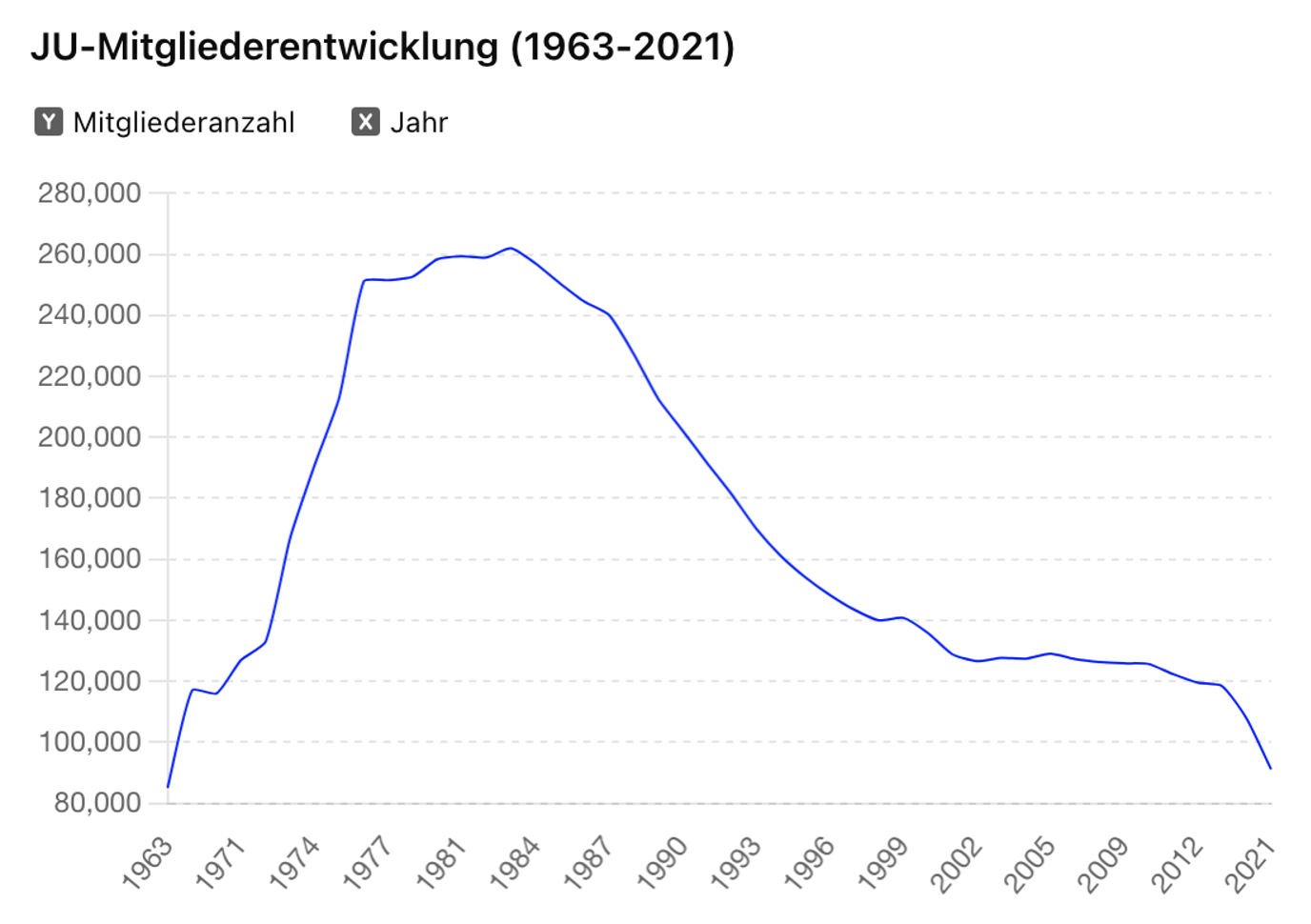
Mitgliederentwicklung der Jungen Union

Die Junge Union hatte zu ihren Hochzeiten über 250.000 Mitglieder. Bis 2021 waren es noch 91.129, davon etwa 30 % Frauen.
Mitglied kann man ab der Vollendung des 14. Lebensjahres bis zur Vollendung des 35. Lebensjahrs sein, wobei Funktionsträger, auch über die Altersgrenze hinaus, erst mit dem Ende ihrer Amtszeit aus der JU ausscheiden. Eine gleichzeitige Mitgliedschaft in der CDU oder der CSU ist nicht erforderlich. Im Gegenzug dazu sind Mitglieder der Mutterparteien, die jünger als 35 Jahre alt sind, auch nicht automatisch Mitglied der JU.

### Mitglieder der Landesverbände
|                        | Landesverband               | Vorsitzender            | Mitglieder (Stand: 13. November 2017) |
| ---------------------- | --------------------------- | ----------------------- | ------------------------------------- |
| Baden-Württemberg      | Baden-Württemberg           | Florian Hummel          | 10.265                                |
| Bayern                 | Bayern                      | Christian Doleschal     | 24.407                                |
| Berlin                 | Berlin                      | Harald Burkart          | 3.100                                 |
| Brandenburg            | Brandenburg                 | Laura Stohschneider     | 582                                   |
| Braunschweig           | Braunschweig                | Maximilian Pohler       | 794                                   |
| Bremen                 | Bremen                      | Sandra Schmull          | 213                                   |
| Hamburg                | Hamburg                     | Felix Thiesen           | 877                                   |
| Hessen                 | Hessen                      | Lukas Brandscheid       | 11.208                                |
| Mecklenburg-Vorpommern | Mecklenburg-Vorpommern      | Jenny Gundlach          | 551                                   |
| Hannover               | Niedersachsen               | Karoline Sophie Czychon | 7.643                                 |
| Nordrhein-Westfalen    | Nordrhein-Westfalen         | Kevin Gniosdorz         | 30.203                                |
| Oldenburg              | Oldenburg                   | Lukas Reinken           | 1.481                                 |
| Rheinland-Pfalz        | Rheinland-Pfalz             | Christopher Hauß        | 6.543                                 |
| Saarland               | Saarland                    | Fabian Laßotta          | 4.968                                 |
| Sachsen                | Sachsen und Niederschlesien | Stefanie Franzl         | 957                                   |
| Sachsen-Anhalt         | Sachsen-Anhalt              | Nico Elsner             | 655                                   |
| Schleswig-Holstein     | Schleswig-Holstein          | Felix Siegmon           | 3.411                                 |
| Thüringen              | Thüringen                   | Lennart Geibert         | 1.558                                 |
| Auslandsverbände       | Auslandsverbände            | -                       | 10                                    |

### Gliederung
Die Junge Union Deutschlands gliedert sich analog zur CDU/CSU in 18 Landesverbände, 37 Bezirksverbände, 403 Kreisverbände sowie knapp 1000 Gemeinde-, Orts-, Stadtteil- oder Stadtverbände. In Niedersachsen existieren drei Landesverbände (Braunschweig, Hannover und Oldenburg). Sie bilden zwar den gemeinsamen Landesverband Niedersachsen, treten aber jeweils gegenüber dem Bundesverband der Jungen Union eigenständig auf.
Die mitgliederstärksten Landesverbände sind Nordrhein-Westfalen mit über 34.000 und Bayern mit gut 27.600 Mitgliedern. Der JU-Landesverband Bremen ist der kleinste aller 18 Landesverbände. Kleinster JU-Landesverband eines Flächenlandes ist der JU-Landesverband Brandenburg. Die JU Oberbayern ist mit über 8.000 Mitgliedern der stärkste Bezirksverband. Größter Kreisverband ist der JU Kreisverband Borken mit über 2.600 Mitgliedern.

### Organe
Die Organe der JU auf Bundesebene sind der Deutschlandtag, der Deutschlandrat, der Bundesvorstand und das Bundesschiedsgericht. Außerdem gibt es thematische Bundesfachausschüsse.
Der Deutschlandtag ist das höchste Gremium der JU. Er ist vergleichbar mit einem Parteitag. Ihm gehören 240 gewählte Delegierte der Landesverbände sowie die Mitglieder des Bundesvorstandes und des Deutschlandrates der JU an. Er tritt mindestens einmal jährlich zusammen. Alle zwei Jahre wählt der Deutschlandtag die Mitglieder des Bundesvorstandes.
Der Deutschlandrat entscheidet zwischen den Deutschlandtagen über grundsätzliche politische Fragen. Er setzt sich aus 42 Delegierten der Landesverbände, dem Bundesvorstand sowie dem Bundesvorsitzenden der Schüler Union zusammen.
Der Bundesvorstand erledigt die tägliche politische Arbeit. Er besteht aus dem Bundesvorsitzenden, dessen vier Stellvertretern, dem Schatzmeister sowie achtzehn Beisitzern.
Außerdem wählt der Bundesvorstand einen Bundesgeschäftsführer, der diesem mit beratender Stimme angehört. Das Amt des Bundesvorsitzenden gilt auch als Karriere-Sprungbrett; fast alle bisherigen Bundesvorsitzenden machten Karriere in der Partei.
Das Bundesschiedsgericht entscheidet bei Streitigkeiten über die Anwendung oder Auslegung der Satzung der JU. Außerdem ist es Berufungsinstanz gegen Rechtsentscheidungen in einzelnen Landesverbänden, sofern die Landessatzungen dieses vorsehen. Es setzt sich aus einem Vorsitzenden, vier Beisitzern sowie fünf Stellvertretern zusammen. Der Vorsitzende des Schiedsgerichts sowie zwei der Beisitzer müssen die Befähigung zum Richteramt besitzen. JU-Mitglieder, die Delegierte beziehungsweise Mitglied des Deutschlandtages, des Deutschlandrates oder des Bundesvorstandes sind, dürfen nicht ins Bundesschiedsgericht gewählt werden.

### Deutschlandtage und deren Mottos
- 1951 Bonn
- 1953 Bad Honnef
- 1955 Augsburg
- 1956 Travemünde
- 1957 Dortmund
- 1958 Konstanz
- 1959 West-Berlin
- 1960 Mainz
- 1961 Oldenburg
- 1962 Garmisch-Partenkirchen
- 1963 Fulda
- 1964 Saarbrücken
- 1965 Bad Godesberg
- 1966 Würzburg
- 1967 West-Berlin
- 1968 Ludwigshafen am Rhein
- 1969 Hamm
- 1970 Braunschweig
- 1971 Bremen
- 1972 Fulda
- 1973 Hamburg
- 1973 Herford (außerordentlich)
- 1974 Lahnstein/Koblenz
- 1975 Mönchengladbach
- 1976 Offenburg
- 1977 München
- 1978 West-Berlin
- 1978 Frankfurt am Main (außerordentlich)
- 1979 Hannover
- 1980 Böblingen
- 1981 Köln
- 1982 Eltville am Rhein
- 1983 München
- 1984 West-Berlin
- 1985 Osnabrück: Technik beherrschen – Zukunft gestalten
- 1986 Köln: Jugend hat wieder Zukunft
- 1987 Dortmund
- 1988 Baden-Baden: Europas Zukunft: Grenzenlos
- 1989 Erlangen: Jugend in Deutschland
- 1989 Oldenburg (außerordentlich): Der Mensch im Mittelpunkt – in Freiheit die Zukunft verantworten
- 1990 Leipzig: Einheit konkret
- 1991 Trier: Wir sind eine Welt
- 1992 Dillingen/Saar: Kurs Europa!
- 1993 Bochum: Standort Deutschland – hopp oder topp?!
- 1994 Berlin: Ideen, Konzepte, Profile – Aufbruch mit neuen Gesichtern!
- 1995 Fulda: JUgend online
- 1996 Görlitz: Deutschland zukunftsfähig machen – Regierungserklärung der jungen Generation
- 1997 Magdeburg: Neue Realitäten – Neue Prioritäten
- 1998 Weiden in der Oberpfalz: Europa für eine neue Generation
- 1999 Weimar: Generation 21 – Leben Formen geben
- 2000 Koblenz: Deutschland digit@l
- 2001 Heilbronn: Projekt Deutschland – Die moderne Gesellschaft in lebendiger Verantwortung
- 2002 Düsseldorf: Generation 21 – Politik mit Kompass. Ja zu Werten!
- 2003 Cottbus: Vordenken. Unser Land in 20 Jahren.
- 2004 Oldenburg: Vordenken. Deutschland entrümpeln!
- 2005 Augsburg: Politik neu begründen
- 2006 Wiesbaden: Verantwortung übernehmen.
- 2007 Berlin: Handeln. Dem Klima verpflichtet.
- 2008 Rust: Handeln. Chancen schaffen.
- 2009 Münster: Klare Mehrheit. Klare Entscheidungen.
- 2010 Potsdam: Zukunft: Familie
- 2011 Braunschweig: Herausforderungen. Annehmen!
- 2012 Rostock: Platz für Ideen schaffen – Überzeugungen verteidigen!
- 2013 Erfurt: Deutschland zukunftsfähig machen.
- 2014 Inzell: Das Land neu denken.
- 2015 Hamburg: Es geht um deine Zukunft
- 2016 Paderborn: Industrie 4.0 – Made in Germany
- 2017 Dresden: Das Europäische Haus zukunftsfest machen
- 2018 Kiel: Fester Kurs und klare Koordinaten
- 2019 Berlin (außerordentlich)
- 2019 Saarbrücken: Klimaschutz made in Germany
- 2020 München: Zukunftsmodus an![80][81]
- 2021 Münster: Mobilitätsträume werden Wirklichkeit
- 2022 Fulda: Gemeinsam. Mutig. Voran.[82]
- 2023 Braunschweig: Weil es unser Europa ist
- 2024 Halle (Saale): Wirtschaft retten – Deutschland stärken

### Unterorganisationen
- In den letzten Jahren treten statt des RCDS an einigen Hochschulen Hochschulgruppen der Jungen Union an, so etwa in Greifswald, Osnabrück und Kiel. Eine Besonderheit ist die Junge Union Hochschulgruppe in Köln[83], die auch Mitglied im RCDS ist.[84] Auch als unabhängige Gruppe des RCDS ist die „Campus Union Köln – Junge Union & RCDS“ eine JU-Hochschulgruppe, bei der die JU Eingriffsrechte hat: „so kann der zuständige Kreisvorstand und der Landesvorstand der Jungen Union das Erforderliche veranlassen, im äußersten Falle eine/n Beauftragte/n einsetzen, die/der vorübergehend die Aufgaben des Vorstandes wahrnimmt“.[85]
- Die über eigene Strukturen verfügende Schüler Union ist auf Bundesebene eine Arbeitsgemeinschaft der JU.

### Mitgliedschaft in Verbänden
Die JU ist Mitglied im Ring politischer Jugend. Ebenso ist sie in der Youth of the European People’s Party (YEPP), der Jugendorganisation der christdemokratischen und konservativen Europäischen Volkspartei (EVP) sowie in der International Young Democrat Union (IYDU), der Jugendorganisation der Internationalen Demokratischen Union (IDU).

### Presse

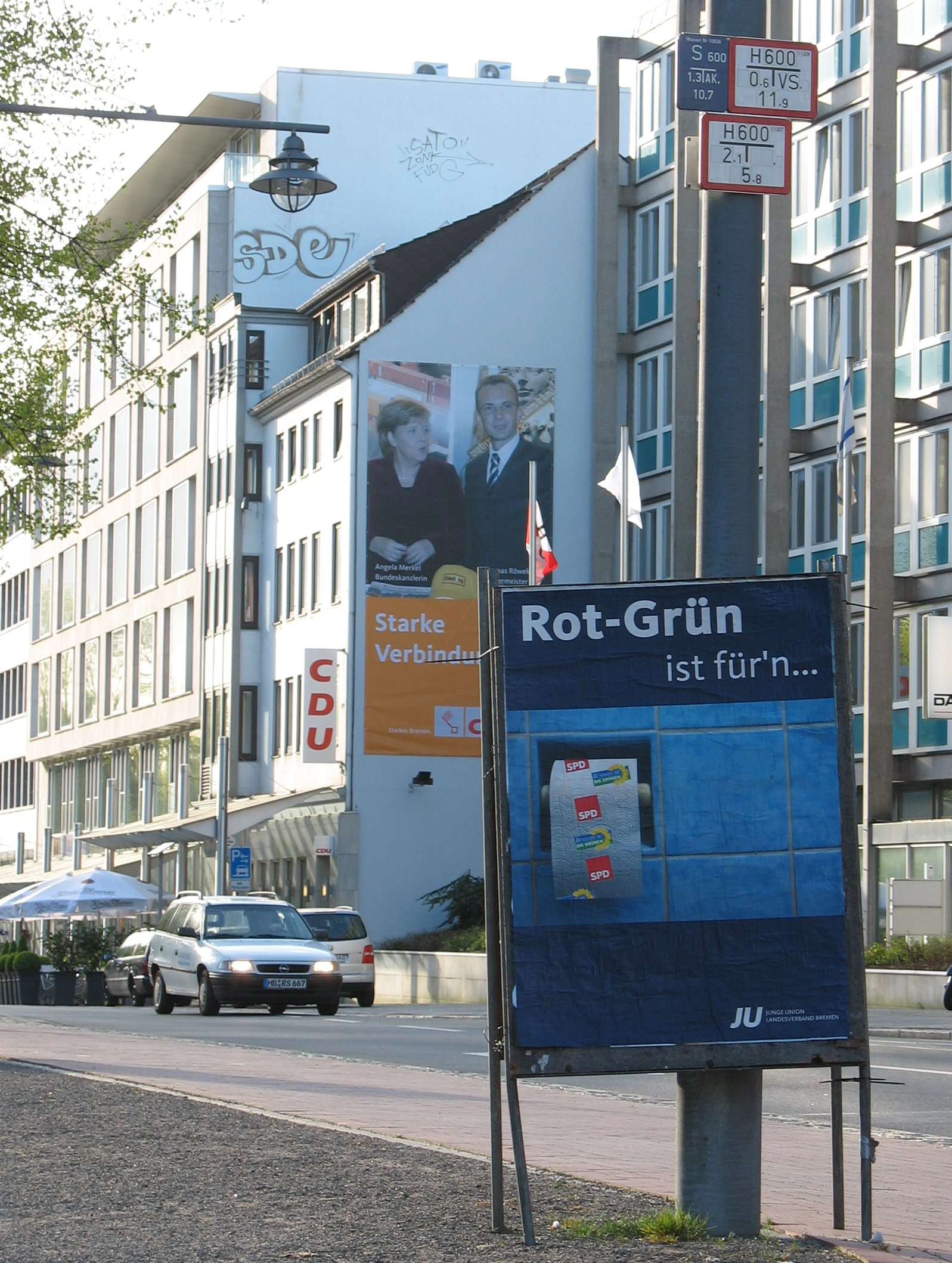
Ein Slogan gegen Rot-Grün in Bremen, 2007

Das offizielle Mitgliedermagazin der JU ist Die Entscheidung. 8000 Funktionäre der Jungen Union sowie die CDU-Abgeordneten der deutschen Landesparlamente, des Bundestages sowie des Europäischen Parlamentes erhalten es kostenlos. Einzelne Landes- und Bezirksverbände haben darüber hinaus eigene Mitgliedermagazine, wie zum Beispiel die JU Hamburg die forJU, die JU Hessen das Löwenmaul, die JU Saar das Sprachrohr, die JU Rheinland-Pfalz die BLACK, die JU Berlin die JU Intern, die JU NRW die BISS35, die JU Baden-Württemberg die Humane Gesellschaft, die JU Südbaden die Anstösse, die JU Württemberg-Hohenzollern den Schwarzen Grat, die JU Nordwürttemberg den Scheibenwischer, die JU Niedersachsen das Streitross,  die JU Bayern die Mitgliederzeitschrift Der BaJUware, die JU Bremen den Bernd, die JU Thüringen die nJUspaper, die JU Sachsen & Niederschlesien die Schwarzen Seiten, die JU Oldenburg das Schwattet Blatt und die JU Harz „Der Harz – Jung und Schwarz“. Die Auflagenstärke entspricht in der Regel der Mitgliederstärke, wobei viele Zeitschriften quartalsweise erscheinen.

## Kontroversen
2003 sorgte der damalige JU-Vorsitzende Mißfelder für Kritik, als er vorschlug, zur Verbesserung der finanziellen Basis des Gesundheitssystems einzelne Leistungen für ältere Menschen gezielt zu reduzieren. Beispielsweise künstliche Hüftgelenke, so Mißfelder, könnten für Menschen ab 85 Jahre in Zukunft nicht mehr von der gesetzlichen Krankenversicherung finanziert werden. Diese Äußerung sorgte in der CDU und anderen Bundestagsparteien für Kritik. Später schwächte er seine Äußerung ab. Ebenso sorgte 2009 seine Äußerung „Die Erhöhung von Hartz IV war ein Anschub für die Tabak- und Spirituosenindustrie“ für Kritik von Sozialverbänden und anderen Parteien. Die Äußerung sei ein Missverständnis gewesen, sagte Mißfelder später.
Die Forderung der JU nach Abschaffung der Allgemeinen Studierendenausschüsse aus dem Jahr 2012 stieß auf Kritik, die in diversen Medien dokumentiert wurde.

## Organisationen mit Verbindung zur Jungen Union
- Junge Alpenregion – ein Zusammenschluss christlich-konservativer Jugendorganisationen in den Alpenländern
- Junge CDA, Jugendorganisation des CDU/CSU-Sozialflügels
- Andenpakt (CDU) – ein informeller Zusammenschluss von CDU-Politikern, der sich in der Jungen Union gebildet hat